# Adriano Guarnieri
Pour les articles homonymes, voir Guarnieri.
Adriano Guarnieri (né à Sustinente, province de Mantoue en Lombardie, le 10 septembre 1947) est un compositeur italien.

## Biographie
Après avoir étudié au Conservatoire Giovanni Battista Martini de Bologne en se diplômant avec Giacomo Manzoni en composition et un autre diplôme en musique chorale avec Tito Gotti. Il commence son activité musicale en fondant à Florence, le Nuovo Ensemble « Bruno Maderna. » Il se consacre ensuite uniquement à la composition mais enseigne cette matière au conservatoire de Milan (après avoir été à Florence et à Pesaro).
Dans ses premières créations, il incorpora des éléments graphiques, démontrant ainsi et non sans pertinence son approche structuraliste. Ce n'est qu'ultérieurement qu'elle s'avèrera informelle. Des titres tels que Récit, Nafschi marquent une évolution dans sa façon de composer. Il donne plus d'intérêt à la forme qu'il traite comme une synthèse d'une multiplicité fluide épisodique. Son Opéra Trionfo della Notte (1986-87) qui fut joué au Théâtre communal de Bologne obtint un prix Abbiati de la meilleure composition de l'année en Italie (it). Adriano Guarnieri entretenait une relation d'amitié profonde avec l'écrivain-cinéaste Pier Paolo Pasolini. Son œuvre Romanza alla Notte N°2 pour violon et orchestre (Parme, 20 juin 1991) semble avoir été écrite pour lui. Il lui consacra également Glicine
pour récitant, soprano, flûte amplifiée et violon (Milan, 2 juillet 1993).